# Daniel Skiba
Daniel Skiba (* 5. Dezember 2000 in Katowice) ist ein polnischer Fußballspieler, der hauptsächlich als Mittelstürmer spielt. Derzeit steht er bei NK Aluminij unter Vertrag.

## Karriere

### Verein
Daniel Skiba begann das Fußballspielen in der Jugendabteilung von GKS Tychy und Chrzciciel TKKF Tychy. 2019 wechselte Daniel zu FO ŽP ŠPORT Podbrezová, wo er ebenfalls im Jugendbereich aktiv war. Zusätzlich schaffte er den Sprung in die 1. Mannschaft von Podbrezová und kam zu seinen ersten Einsätzen. Um viel Spielpraxis zu erhalten verlieh man Skiba im Zeitraum von 2019 bis 2021 mehrfach an einige Vereine aus der Slowakei.
2021 wechselte er zum polnischen Verein Unia Kosztowy, wo er sieben Einsätze absolvierte und zwei Tore erzielen konnte. Anschließend wechselte er 2022 zu Polonia Łaziska Górne, wo er jedoch zu keinem Einsatz kam.
Am 28. Juli 2022 wechselte er zu NK Aluminij nach Slowenien. Zu diesem Zeitpunkt war Aluminij noch in der Druga Slovenska Nogometna Liga, der zweithöchsten Liga im slowenischen Profifußball.
Insgesamt kommt er in der Saison 2022/23 zu 30 Einsätzen und zehn Toren. Aluminij erreichte in dieser Saison den 2. Platz hinter NK Rogaška. Damit qualifizierte man sich für die Relegation in die Slovenska Nogometna Liga, die höchste Spielklasse in Slowenien.  Hier war der Gegner ND Gorica, welche man beim Heimspiel am 25. Mai 2023 mit 3:1 schlug. Daniel erzielte in der 78. Minute den 3. Treffer für Aluminij. Beim Auswärtsspiel am 28. Mai 2023 trennten sich die Teams 1:1, wobei Skiba die Vorlage zum 1:1 vorarbeitete.
Seit der Saison 2023/24 spielt er in der Slovenska Nogometna Liga.

## Erfolge
NK Aluminij
- Aufstieg in die Slovenska Nogometna Liga Saison 2023/24